# (2407) Haug
(2407) Haug (1973 DH; 1926 XE; 1930 MJ; 1938 EF; 1950 NM; 1951 YT; 1958 DB1; 1969 JB; 1970 ND; 1976 YL1; 1978 EA6; A906 YE; A916 WD) ist ein ungefähr 22 Kilometer großer Asteroid des äußeren Hauptgürtels, der am 27. Februar 1973 vom tschechischen (damals: Tschechoslowakei) Astronomen Luboš Kohoutek an der Hamburger Sternwarte in Hamburg-Bergedorf (IAU-Code 029) entdeckt wurde.

## Benennung
(2407) Haug wurde nach dem deutschen Astronomen Ulrich Haug (1929–1992) benannt, der in seinen frühen Jahren in Tübingen interplanetaren Staub erforschte und später an der Hamburger Sternwarte Extinktion von interstellarem Medium erforschte und Beobachtungen mit dem Schmidt-Teleskop durchführte. Später arbeitete er am Calar-Alto-Observatorium und legte die Grundlage für das Hamburg-ESO Quasar Survey.